# Rue Auguste-Maquet
La rue Auguste-Maquet est une voie du 16e arrondissement de Paris, en France.

## Situation et accès
La rue Auguste-Maquet est une voie publique située dans le 16e arrondissement de Paris. Elle débute au 5 bis, boulevard Exelmans et se termine au 185, boulevard Murat.

## Origine du nom
Elle porte le nom du romancier, dramaturge Auguste Maquet (1813-1888), qui fut également nègre littéraire d'Alexandre Dumas.

## Historique
Cette voie est ouverte en 1898, par Émile Fournier, sous le nom de « rue Cuvelier ».
Elle prend sa dénomination actuelle par un arrêté du 2 août 1899 et est classée dans la voirie parisienne par un décret du 23 avril 1900.